# Esperiopsis radiata
Esperiopsis radiata är en svampdjursart som först beskrevs av Topsent 1927.  Esperiopsis radiata ingår i släktet Esperiopsis och familjen Esperiopsidae. Inga underarter finns listade i Catalogue of Life.